# 佛羅里達州第十六國會選區
佛羅里達州第十六國會選區（英語：Florida's 16th Congressional District）是美国佛羅里達州的國會選區之一。當前本區聯邦眾議員為共和黨的范恩·布肯南。

## 地理
2013年之前，本區位於佛罗里达半岛中南部，包括高地縣、沼澤縣和歐基求碧縣的全部，夏洛特縣、亨德里縣、馬丁縣、聖盧西亞縣和棕櫚灘縣的一部份。2002年選區重劃後本區幾乎被廿三區劈開兩半。一位聯邦法官視為傑利蠑螈的例子，並稱之為「議會中多數赤裸裸的弄權」。

## 歷史
本區根據1980年美国人口普查的結果 (本州的眾議院議席由15席增至19席)，於1983年設立。根據库克党派投票指数本區是共和黨佔優的選區。在2004年美国总统选举中，55%選票投向了乔治·沃克·布什。

### 選區劃分
| 選區地圖 | 年份           |
| -------- | -------------- |
|          | 2003年－2013年 |
|          | 2013年－2017年 |
|          | 2017年－2023年 |

## 選舉

### 2008年國會選舉
民主黨的蒂姆·馬奧尼尋求連任，而共和黨則派出湯姆·魯尼挑戰。由於前者涉及婚外情，導致後者以20%之差勝出。

### 2006年國會選舉
本選區民主黨候選人為蒂姆·馬奧尼。由於原來共和黨的議員馬克·福利在2006年9月29日辭職的緣故，共和黨於10月2日決定由州眾議員喬·尼格隆作為替補人選。但選票上的候選人名字已經無法改動，福利的得票將轉到替補身上。選舉結果，馬奧尼獲勝。

## 歷屆眾議員
| 眾議員          | 政黨   | 年份                       | 屆次         |
| --------------- | ------ | -------------------------- | ------------ |
| 勞倫斯·J·史密斯 | 民主党 | 1983年1月3日–1993年1月3日  | 第98～102屆  |
| 湯姆·劉易斯     | 共和黨 | 1993年1月3日–1995年1月3日  | 第103屆      |
| 馬克·福利       | 共和黨 | 1995年1月3日–2006年9月29日 | 第104～109屆 |
| 蒂姆·馬奧尼     | 民主党 | 2007年1月3日–2009年1月3日  | 第110屆      |
| 湯姆·魯尼       | 共和黨 | 2009年1月3日–2013年1月3日  | 第111、112屆 |
| 范恩·布肯南     | 共和黨 | 2013年1月3日–              | 第113～118屆 |